# Chasse à l'homme (livre-jeu)
Pour les articles homonymes, voir Chasse à l'homme (homonymie).
Chasse à l'homme  est un livre-jeu écrit par Frédéric Blayo en 1988, et édité par Le Livre de poche dans la collection Histoires à jouer : La Quatrième Dimension, dont c'est le premier tome.